# Kim Dzsujong
Kim Dzsujong (hangul: 김주영, handzsa: 金周榮, RR: Kim Joo-young; Szöul, 1988. július 9. –) dél-koreai labdarúgó, a kínai Shanghai SIPG hátvédje.

## Sikerei, díjai

### A válogatottban
Dél-Korea
- Ázsia-kupa ezüstérmes: 2015